# Punching the Sky
Punching the Sky è l'ottavo album in studio del gruppo heavy metal Armored Saint, pubblicato nel 2020 dalla Metal Blade Records.

## Tracce
1. Standing on the Shoulders of Giants – 6:46
2. End of the Attention Span – 5:13
3. Bubble – 5:22
4. My Jurisdiction – 4:39
5. Do Wrong to None – 5:06
6. Lone Wolf – 4:18
7. Missile to Gun – 4:23
8. Fly in the Ointment – 5:02
9. Bark, No Bite – 4:18
10. Unfair – 4:03
11. Never You Fret – 4:19

## Formazione
- John Bush - voce
- Jeff Duncan - chitarra
- Phil Sandoval - chitarra
- Joey Vera - basso
- Gonzalo "Gonzo" Sandoval - batteria